# Baro Beurabo
Baro Beurabo is een bestuurslaag in het regentschap Pidie van de provincie Atjeh, Indonesië. Baro Beurabo telt 375 inwoners (volkstelling 2010).